# 3018 Ґодіва
3018 Ґодіва (3018 Godiva) — астероїд головного поясу, відкритий 21 травня 1982 року. Названий на честь героїні англійської середньовічної легенди Леді Ґодіви.
Тіссеранів параметр щодо Юпітера — 3,518.